# إيكا دارفيل
إيكا دارفيل (مواليد 11 أبريل 1989) هو ممثل أسترالي من أصول جاميكية كندية، أشتهر لدوره في مسلسل جيسيكا جونز والأصليون.

## روابط خارجية
- إيكا دارفيل على موقع IMDb (الإنجليزية)
- إيكا دارفيل على موقع ألو سيني (الفرنسية)
- إيكا دارفيل على موقع أول موفي (الإنجليزية)
- إيكا دارفيل على موقع قاعدة بيانات الفيلم (الإنجليزية)
- إيكا دارفيل على موقع كينوبويسك (الروسية)